# The Storykeepers
The Storykeepers é uma série de desenho animado produzida por Zondervan de 1995 a 1997 nos Estados Unidos e Irlanda.
Trata-se da história de crianças cristãs vivendo no ano 64 D.C., tempo de Nero, que perseguia cristãos, prendendo ou atirando aos leões. Tem forte humor e emoção, recomendado para todas as idades, mostra o submundo cristão.
Alguns capítulos foram traduzidos para o português e outros idiomas, algumas histórias acompanham os DVDs do Vegetais.